# Dasný

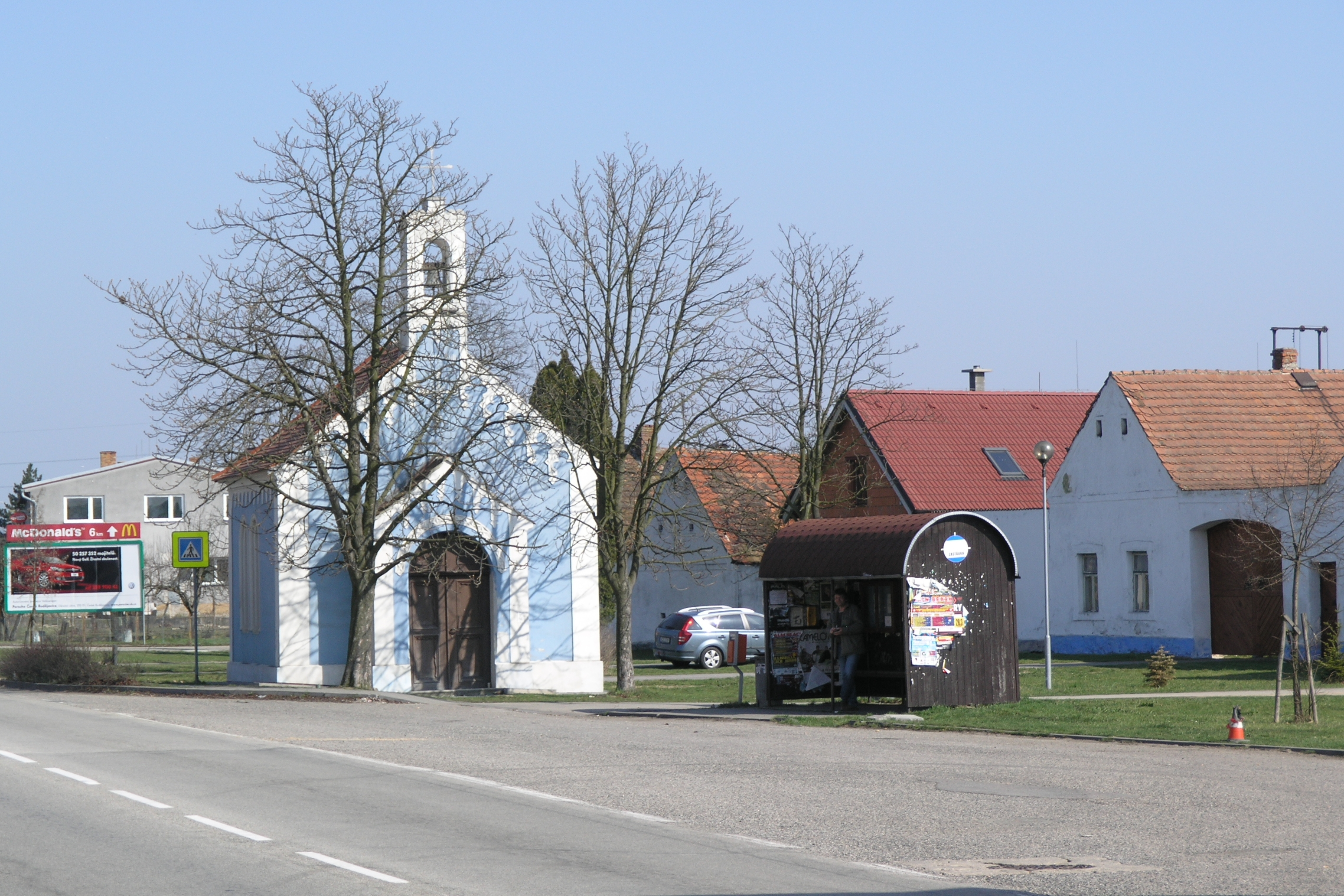
Kapelle des hl. Johannes von Nepomuk

Dasný (deutsch Kronfellern) ist eine Gemeinde in Tschechien. Sie liegt sieben Kilometer nordwestlich von Budweis in Südböhmen und gehört zum Okres České Budějovice.

## Geographie
Dasný befindet sich zwischen den Bächen Dehtářský potok und Bezdrevský potok im Landstrich Zbudovská Blata im Budweiser Becken. In der Umgebung des Dorfes liegen zahlreiche Teiche; gegen Norden erstreckt sich der Bezdrev, südöstlich der Dasenský rybník und die Vrbenské rybníky, im Süden der Starý Houženský rybník und südwestlich der Čejkovický rybník. Durch Dasný führt die Silnice I/20 (ein Teil der Europastraße 49) zwischen Budweis und Pilsen. Nordöstlich verläuft die Bahnstrecke České Budějovice–Veselí nad Lužnicí.
Nachbarorte sind Bezdrev, Vondrov, Ohrada und Hluboká nad Vltavou im Norden, Podskalí und Opatovice im Nordosten, Bavorovice, Hrdějovice und Trögrův Dvůr im Osten, České Vrbné, Hvízdal, sídliště Máj und Zavadilka im Südosten, Haklovy Dvory und Nové Dvory im Süden, Křenovice und Jaronice im Südwesten, Čejkovice, Břehov und Picina im Westen sowie Suchá, Češnovice und Zálužice im Nordwesten.

## Geschichte
Das Dorf wurde als Kronfellern gegründet. Der Ortsname deutet darauf hin, dass die Ortsgründung auf königlichen Ländereien erfolgt ist.
Die erste schriftliche Erwähnung erfolgte im Jahre 1418 unter dem Namen Destne. Im Laufe der Zeit wurde der Ort dann als Deštné und schließlich als Dasny bezeichnet. Zum Ende des 15. Jahrhunderts gehörte Dasný zur Herrschaft Dívčice, Besitzer waren die Řepický von Sudoměř. Im Jahre 1550 kaufte die Stadt Budweis das Dorf von Peter Zahorka von Záhoří und Nikolaus Kořensky. Nach dem Dreißigjährigen Krieg erfolgte eine Teilung des Ortes; der nördliche Teil gehörte zur Herrschaft Frauenberg und der südliche der Stadt Budweis. Im Jahre 1840 bestand das an der Piseker Straße gelegene Dorf Kron-Fellern / Dasny aus 22 Häusern mit 139 Einwohnern. Je elf Häuser waren nach Frauenberg bzw. Budweis untertänig. Pfarrort war Frauenberg. Bis zur Mitte des 19. Jahrhunderts blieb das Dorf immer zwischen der Herrschaft Frauenberg und der Stadt Budweis geteilt.
Nach der Aufhebung der Patrimonialherrschaften bildete Dasny / Kronfellern ab 1850 einen Ortsteil der Gemeinde Bavorovice im Bezirk Budweis und dem Gerichtsbezirk Frauenberg. Im Jahre 1880 löste sich Dasny von Bavorovice los und bildete eine eigene Gemeinde. 1910 lebten in Dasny bzw. Dasný / Kronfellern 259 tschechischsprachige Einwohner. Seit 1924 wird als tschechischer Ortsname ausschließlich Dasný verwendet. Zwischen dem 1. April 1943 und 1. August 1945 war Čejkovice eingemeindet. Am 30. April 1976 wurde Dasný zum Ortsteil von Čejkovice. Nach einem Referendum löste sich Dasný zum 24. November 1990 wieder von Čejkovice los.

## Gemeindegliederung
Für die Gemeinde Dasný sind keine Ortsteile ausgewiesen.

## Bevölkerungsentwicklung
| Jahr      | 1869 | 1880 | 1890 | 1900 | 1910 | 1921 | 1930 | 1950 | 1961 | 1970 | 1980 | 1991 | 2001 | 2011 | 2021 |
| --------- | ---- | ---- | ---- | ---- | ---- | ---- | ---- | ---- | ---- | ---- | ---- | ---- | ---- | ---- | ---- |
| Einwohner | 253  | 264  | 250  | 245  | 259  | 242  | 252  | 187  | 204  | 167  | 181  | 200  | 230  | 318  | 338  |

## Sehenswürdigkeiten
- Neoromanische Kapelle des hl. Johannes von Nepomuk, erbaut 1869–1870
- Drei Gehöfte mit Schmuckelementen des Bauernbarock am Dorfplatz
- Gezimmertes Haus Nr. 13 mit Ummantelung
- Gedenkstein für Bohuslav Tvrdý, nordwestlich des Dorfes an der E 49 nach Češnovice; an dieser Stelle verstarb der Dirigent und Komponist am 29. Juli 1946 bei einem Verkehrsunfall